# Tabal (instrument)

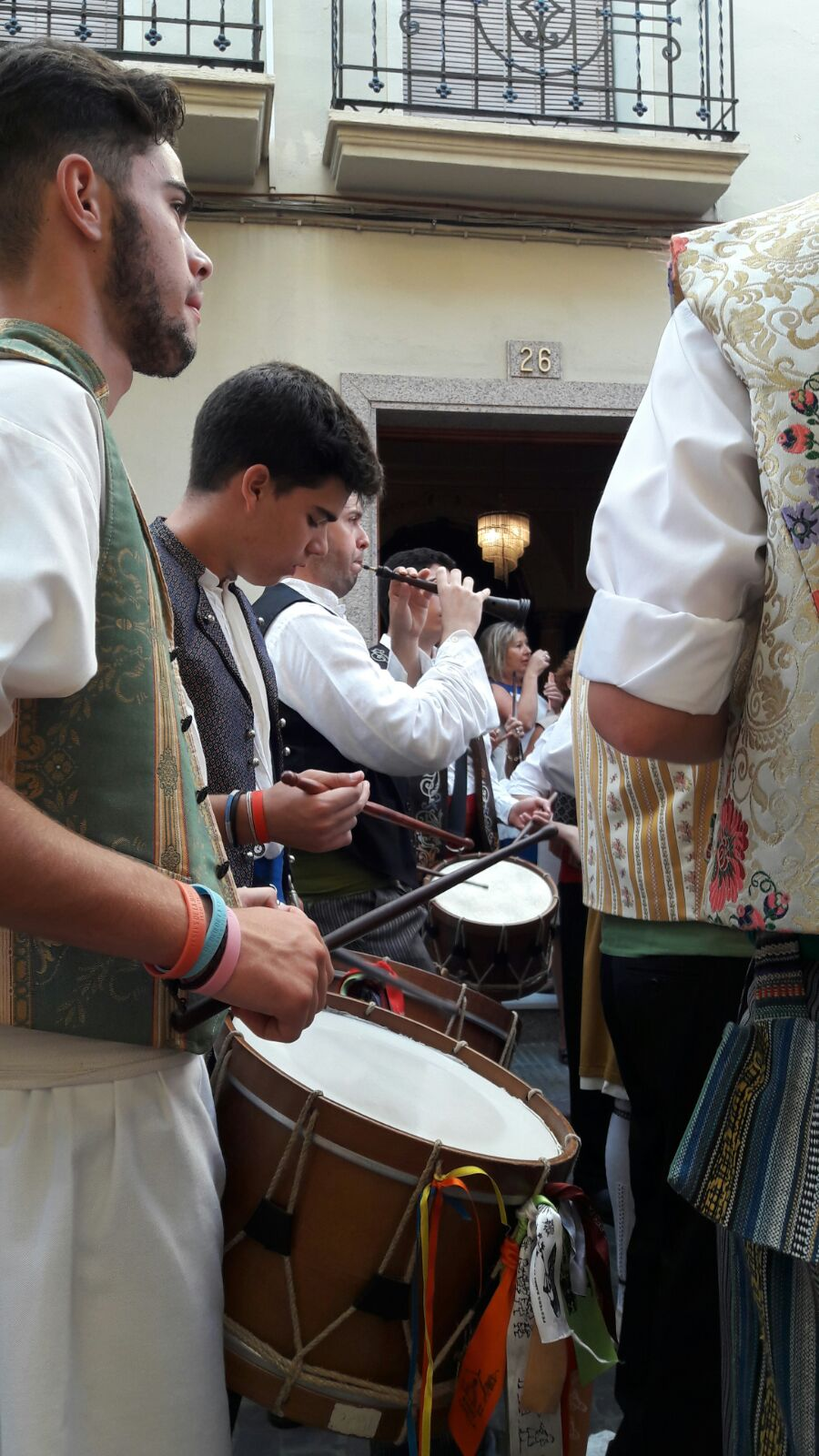
Tabalers d'Algemesí, València, junt a dolçainers acompanyant la muixeranga durant les Festes de la Mare de Déu de la Salut d'Algemesí

El tabal o tabalet és un instrument musical de percussió de forma cilíndrica, amb dues membranes –normalment de cuir–, que emet un so indeterminat. N'hi ha de totes les grandàries, encara que el tabalet és generalment un tambor de dimensions mitjanes, que es pot penjar al coll, la qual cosa permet integrar-se còmodament en cercaviles i altres esdeveniments al carrer, com per exemple la muixeranga. El músic del tabal o el tabalet és un tabaler o tabaleter.
Per a l'Institut d'Estudis Catalans tant tabal com timbal són sinònims de tambor. El tabalet fa parella amb la dolçaina i ambdós són instruments útils per amenitzar musicalment qualsevol festa al carrer. El timbal és més gran que el tabal i acompanya la gralla a la música de castells. A les cobles de sardanes l'instrument de percussió és el tamborí, que acompanya el flabiol.

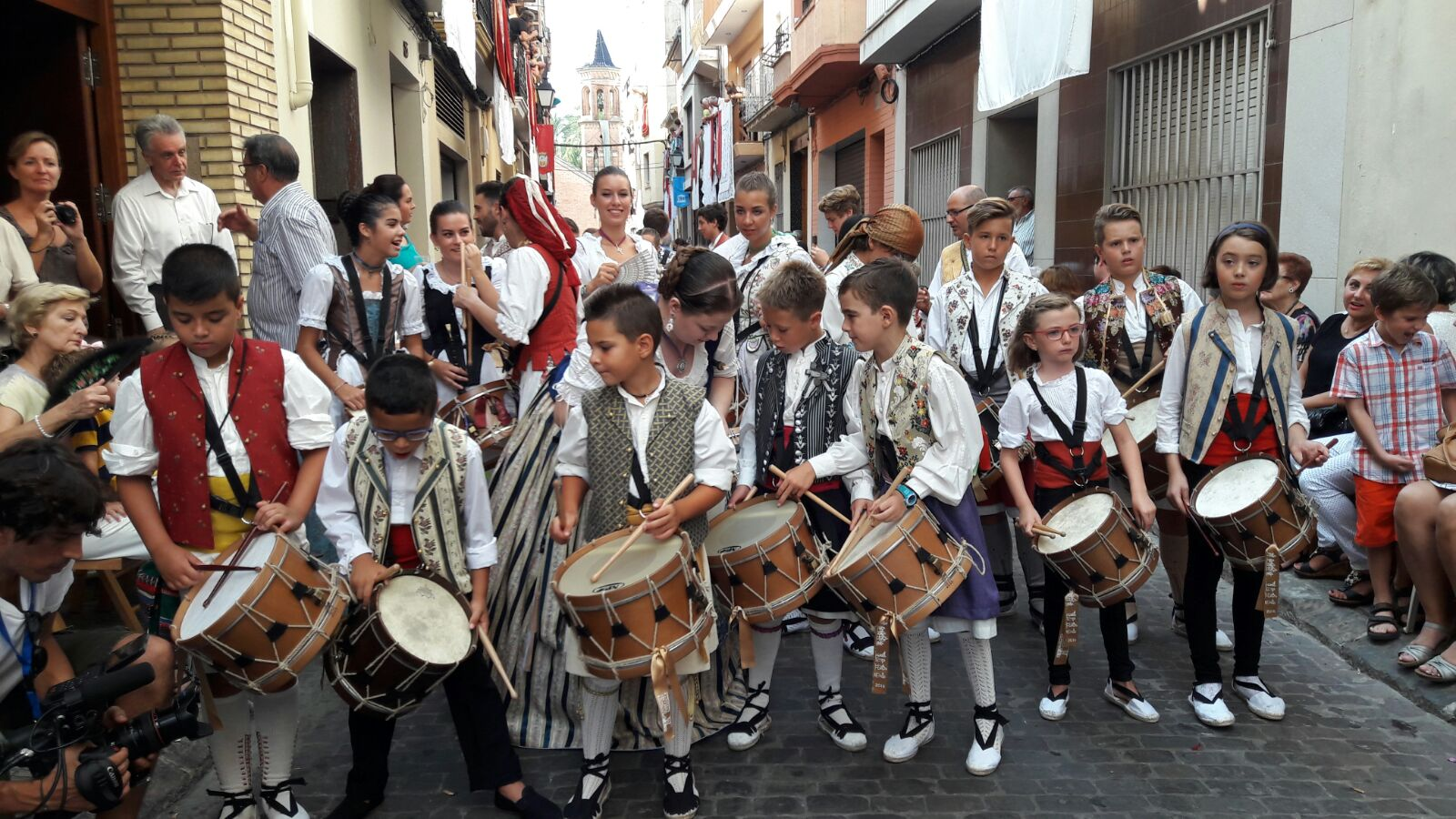
Joves tabaleters durant les Festes de la Mare de Déu de la Salut d'Algemesí